# Pandorea doratoxylon
Pandorea doratoxylon là một loài thực vật có hoa trong họ Chùm ớt. Loài này được (J.M.Black) J.M.Black mô tả khoa học đầu tiên năm 1937.